# Zastava Beograda
Zastava grada Beograda predstavlja grb grada Beograda, bez štita, koji ispunjava čitavo polje zastave kvadratnog oblika.
Na plavom polju je srebrni, kamenom ozidani, grad zakošenih zidina s kruništem s četiri zupca i dvije trokutne konzolne kule motrilje stožastih krovova s po jednim uskim crno ispunjenim prozorom nadovezane na vanjski par zubaca kruništa. Nad kruništem grada, između kula motrilja i iznad u polje otvorene dvokrilnih srebrnih vrata od talpi s po dvije horizontalne grede za učvršćenje kroz čiji se lučni otvor s klinastim tjemenim kamenom vidi plavetnilo neba, izdiže se dvokatna srebrna, kamenom ozidana, kula s trozubim kruništem i s po dva crno ispunjena pravotrokutna prozora na svakom katu. Grad počiva na eskarpiranom crvenom tlu iznad dve valovite srebrne grede, koje predstavljaju rijeke Savu i Dunav. Na donjoj udesno brodi zlatna antička trirema s tri jarbola s razapetim srebrnim četvrtastim jedrima i crnim konopima i sa srebrnim kružnim otvorima na trupu u tri reda iz kojih izlaze crna vesla koja su uronjena u rijeku.

## Vanjske poveznice
- Grb i zastava Beograda  Arhivirana inačica izvorne stranice od 25. ožujka 2013. (Wayback Machine), Grad Beograd